# Амелогенеза
Амелогенеза је процес формирања глеђи на зубима који почиње када се круница зуба формира током узнапредовале фазе развоја зуба и након што дентиногенеза формира први слој дентина. Дентин мора бити присутан да би се формирала глеђ. Адамантобласти такође морају бити присутни да би се дентиногенеза наставила.
Порука за амелогенезу се шаље од новодиференцираних одонтобласта до унутрашњег епитела глеђи (ИЕЕ) што узрокује да се епителне ћелије даље диференцирају у активне секреторне амелобласте. Дентиногенеза заузврат зависи од сигнала из диференцирајућег  унутрашњег епитела глеђи  како би се процес наставио. Овај предуслов је пример биолошког концепта познатог као реципрочна индукција, која се у овом случају одвија између мезенхималних и епителних ћелија.

## Формирање зубне глеђи
Амелобласти су високо специјализоване ћелије, ектодермалног порекла, које се на стимулус разликују од одонтобласта, јер попримају облик и функције неопходне за производњу глеђи.

### Синтеза и секреција
У првој фази, амелобласти производе аморфну супстанцу, сачињену од течности и протеина (емајлина и амелогенина), која лежи између њих и дентина који производе одонтобласти. Током овог процеса они се повлаче, узрокујући да се слој глеђи прогресивно повећава. Апозиција ове супстанце почиње са унутрашње површине зуба, а наставља се у правцу глеђи.

### Сазревање
Када амелобласти произведу аморфну супстанцу у количинама које заузимају целу дебљину глеђи, они пролазе кроз морфолошке и функционалне модификације које доводе до модификације њихове активности. Затим почињу да реапсорбују течности и органски материјал из претходно излучене аморфне супстанце, а потом уносе калцијумове соли у њу .
Овај процес минерализације се наставља све док неоргански материјал не чини 96% глеђи, са кристалима хидроксиапатита распоређеним у снопове, одвојеним веома танким слојевима органских материјала. У овом тренутку амелобласти атрофирају и умиру.

## Аномалије амелогенезе
У току формирања глеђи могу се јавити бројне патологије које мењају структуру глеђи, што доводи до естетских поремећаја и веће изложености ризику од каријеса због већег отежаног прања и чишћења зуба и мањег унутрашњег отпора глеђи на бактеријска оштећења.

### Хипоплазија емајла
Хипоплазија глеђи се односи на присуство кавитација на површини глеђи, које могу бити толико дубоке да излажу дентин . Узроци могу бити:
- измењен развој органа глеђи током одонтогенезе
- тешке болести или дуги периоди са високом температуром током развоја зуба, што резултује кружном депресијом око круне зуба.

### Дентална флуороза
Унос превеликих количина флуора током амелогенезе изазива црвенкасте флеке на зубној глеђи, због замене калцијума флуором током минерализације глеђи.

### Амелогенесис имперфекта
Због мутација у енамелисин (ММП-20) или енамелин (ЕНАМ) , хипоплазија глеђи може бити праћена смеђом пигментацијом у хипопластичним подручјима.

### Хачинсонов зуб
Формирање зуба, посебно секутића, са неразвијеним мамелонима који дају типичан зарез на инцизалној ивици и слабо развијеним и у сваком случају хипоминерализованим зубима. Традиционално патогномоничан знак урођеног сифилиса (што је у супротности са недавним студијама).

### Турнеров зуб
Хипоплазија глеђи локализована на доњим премоларима, који ће имати недостатак глеђи. У неким областима празнине могу бити попуњене цементом за корење .

### Глеђни бисри
То су мале формације глеђи присутне на површини корена, обично појединачно, сфероидног облика. Верује се да су они производ инвагинације органа емајла током процеса одонтогенезе.

### Инфантилна меланодонција
Може се манифестовати у раном детињству, појавом меланотичних мрља на површини зуба, са последичним мрвљењем глеђи.

### Тетрациклинска дистрофија
Уношење тетрациклина током првих шест месеци живота, или током последња три месеца гестације, доводи до хипоплазије глеђи због чињенице да се лек везује за калцијум током минерализације , изазивајући депресивна места на зубној круни са жутом бојом. - браон.